# Ruth Bravo
Linda Ruth Bravo (Salta, Provincia de Salta; 6 de marzo de 1992) es una futbolista argentina. Juega como centrocampista en el Club León de la Liga MX Femenil de México.

## Trayectoria
Comenzó su trayectoria en el Club Estudiantes de la Plata, y en el 2015 pasó a jugar en Boca Juniors, donde consiguió un campeonato. En el año 2018, luego de perder la final del Campeonato Argentino de Primera División, Chule dejó al xeneize con un sentido mensaje: "sepan que fui la persona mas feliz del mundo y les entregué todo lo que tenía. (...) Esto es un hasta pronto, sin dudas volveré a mi lugar en el mundo." Firmó con el club madrileño CD Tacón, de la Segunda División de la liga femenina española y con quien logró el ascenso a la Primera División de España en la temporada 2018-19 antes de firmar por el vecino Rayo Vallecano.

## Selección Argentina
Chule forma parte de la selección argentina de fútbol femenino desde las categorías juveniles. Jugó en la sub-18 y fue parte de la selección sub-20 que representó a la Argentina en el Mundial de Japón 2012. Junto con la selección mayor disputó la Copa América Femenina Chile 2018, en la cual convirtió un gol frente a Ecuador y Argentina consiguió un inesperado tercer puesto que le dio acceso a una serie de repechaje para pelear por un lugar en el Mundial de Francia 2019. Chule fue parte del plantel que se enfrentó a la Selección Panameña en dicho repechaje, y que logró una clasificación histórica para las albicelestes a la Copa del Mundo luego de 12 años de ausencia en la máxima competencia internacional. Además en la selección mayor, tuvo su debut por primera vez en el Mundial de Francia 2019 y es la primera jugadora de Salta en ser convocada a la Selección Argentina del fútbol femenino.

#### Participaciones en Copas del Mundo
| Torneo               | Sede    | Resultado    | Partidos | Goles | Asistencias |
| -------------------- | ------- | ------------ | -------- | ----- | ----------- |
| Copa Mundial de 2019 | Francia | Primera fase | 3        | 0     | 0           |

## Estadísticas

### Clubes
| Club                    | País      | Año         |
| ----------------------- | --------- | ----------- |
| Estudiantes de La Plata | Argentina |             |
| Boca Juniors            | Argentina | 2015 - 2018 |
| Deportivo Tacón         | España    | 2018-2019   |
| Rayo Vallecano          | España    | 2019-2021   |
| Pachuca                 | México    | 2021-2022   |
| León                    | México    | 2022-2025   |

## Palmarés

### Títulos nacionales
| Título                          | Club                 | País      | Año     |
| ------------------------------- | -------------------- | --------- | ------- |
| Supercopa femenina de Argentina | Boca Juniors         | Argentina | 2015    |
| Segunda División de España      | Club Deportivo TACON | España    | 2018-19 |